# Steinmetz Electric Motor Car Corporation
Steinmetz Electric Motor Car Corporation war ein US-amerikanischer Hersteller von Automobilen.

## Unternehmensgeschichte
Charles Steinmetz hatte bei der Dey Electric Corporation Erfahrungen im Automobilbau gesammelt. 1922 gründete er das Unternehmen in Baltimore in Maryland. Ab Dezember 1922 stellte er Personenkraftwagen her. Der Markenname lautete Steinmetz. Im August 1923 kündigte Steinmetz Nutzfahrzeuge an. 1923 endete die Pkw-Produktion nach vier hergestellten Fahrzeugen. 1924 begann die Insolvenz. Lastkraftwagen entstanden bis zur Auflösung 1926 in geringen Stückzahlen.

## Fahrzeuge
Alle Fahrzeuge waren Elektroautos.
Für die Pkw war eine Höchstgeschwindigkeit von 64 km/h und eine Reichweite von 322 km angegeben.